# Prelivek
Prelivek, namok ali macerat je oblika zdravila, ki jo dobimo z namakanjem droge v vodi s sobno temperaturo. Prelivke pripravljamo iz tistih zdravilnih rastlin oziroma rastlinskih delov, ki vsebujejo zelo hlapne ali na temperaturo zelo občutljive učinkovine. Postopek imenujemo maceracija; gre za izluževanje spojin iz rastlinskega (redko tudi mineralnega ali živalskega) materiala. Kot topilo oziroma izluževalo vedno uporabljamo vodo, zatorej štejemo prelivke med vodne izvlečke.
Zdravilne rastline, iz katerih pripravljamo prelivke, običajno vsebujejo sluzi in/ali eterična olja. Postopek izluževanja poteka več ur, glede na predpis.